# Wikipedia in thailandese
La Wikipedia in thailandese (วิกิพีเดียภาษาไทย) è l'edizione ufficiale di Wikipedia nella lingua thailandese; è stata aperta a dicembre 2003.

## Statistiche
La Wikipedia in thailandese ha 175 053 voci, 1 147 556 pagine, 503 960 utenti registrati di cui 1 217 attivi, 19 amministratori e una "profondità" (depth) di 333  (al 13 luglio 2025).
È la 60ª Wikipedia per numero di voci ma, come "profondità", è la quarta fra quelle con più di 100.000 voci (al 13 luglio 2025).

## Cronologia
- 10 marzo 2005 — supera le 1000 voci
- 14 marzo 2006 — supera le 10.000 voci
- 4 settembre 2009 — supera le 50.000 voci ed è la 42ª Wikipedia per numero di voci
- 30 gennaio 2016 — supera le 100.000 voci ed è la 58ª Wikipedia per numero di voci
- 13 settembre 2022 — supera le 150.000 voci ed è la 60ª Wikipedia per numero di voci